# Dorpenomloop Rucphen
La Dorpenomloop Rucphen és una competició ciclista d'un sol dia que es disputa anualment a la província del Brabant del Nord (Països Baixos). Creada el 1974 va ser disputada per ciclistes amateurs fins al 2011 any va entrar al calendari de l'UCI Europa Tour.

## Palmarès
(des del 1986)
| Any  | Vencedor                  | Segon               | Tercer                  |
| ---- | ------------------------- | ------------------- | ----------------------- |
| 1986 | Ton Akkermans             | Gerrie Smit         | Patrick Bol             |
| 1987 | Patrick Tolhoek           | Johnny Broers       | Adrie Kools             |
| 1988 | Rob Bijvank               | Hennie Beijer       | Ruud Brouwers           |
| 1989 | Jannes Slendebroek        | Jos Bol             | Freddy Wolsink          |
| 1990 | Wietse Veenstra           | Rob Mulders         | Frank Van Veenendaal    |
| 1991 | Wietse Veenstra           | Gino Jansen         | Anton Tak               |
| 1992 | Peter Heeren              | Corne Van Rijen     | Steven De Jongh         |
| 1993 | Jeroen Blijlevens         | Wietse Veenstra     | Jan Boven               |
| 1994 | Rob Compas                | Roger Vaessen       | Jan Boven               |
| 1995 | Sandro Bijnen             | Louis De Koning     | Jeroen Hermes           |
| 1999 | Ronald van der Tang       | John den Braber     | Sander Olijve           |
| 2000 | Wilco Zuijderwijk         | Jan Hordijk         | Jarno Vanfrachem        |
| 2001 | Jan Schilder              | Pascal Hermes       | Lex Nederlof            |
| 2002 | Martin Van Steen          | Arthur Farenhout    | Edward Farenhout        |
| 2003 | François Franse           | Julien Smink        | Marco Bos               |
| 2004 | Roy Curvers               | Arthur Farenhout    | Tom De Meyer            |
| 2005 | Fulco Van Gulik           | Niki Terpstra       | Marvin Van Der Pluijm   |
| 2006 | Peter Woestenberg         | Sjoerd Botter       | John den Engelsman      |
| 2007 | Reinier Honig             | Lieuwe Westra       | Fulco Van Gulik         |
| 2008 | Arne Hassink              | Rudy Vriend         | Luc Hagenaars           |
| 2009 | Johan Landström           | Sjoerd Botter       | Marco Bos               |
| 2010 | Barry Markus              | Jorne Videler       | Jelle Mannaerts         |
| 2011 | Barry Markus              | Moreno Hofland      | Steve Schets            |
| 2012 | Giorgio Brambilla         | Patrick Clausen     | Angelo Furlan           |
| 2013 | Dylan Van Baarle          | Daniel McLay        | Fabio Silvestre         |
| 2014 | Michael Carbel Svendgaard | Daniel McLay        | Johim Ariesen           |
| 2015 | Floris Gerts              | Tijmen Eising       | Elmar Reinders          |
| 2016 | Aidis Kruopis             | Antoine Demoitié    | Coen Vermeltfoort       |
| 2017 | Maarten van Trijp         | Fabio Jakobsen      | Raymond Kreder          |
| 2018 | Mikkel Bjerg              | Rune Herregodts     | Maarten van Trijp       |
| 2019 | Anul·lat pel vent         | Anul·lat pel vent   | Anul·lat pel vent       |
| 2020 | David Dekker              | Brenton Jones       | Matthew Bostock         |
| 2021 | Elias Van Breussegem      | Coen Vermeltfoort   | Martijn Budding         |
| 2022 | Maikel Zijlaard           | Sasha Weemaes       | Timothy Dupont          |
| 2023 | Laurenz Rex               | Gianluca Pollefliet | Andrea Raccagni Noviero |
| 2024 | Johan Dorussen            | Hubb Artz           | Henrik Pedersen         |
| 2025 | Milan De Ceuster          | Jonas Goeman        | Luke Verburg            |